# Motalas historia
Motalas historia kan härledas till äldre stenåldern, om man med detta menar arkeologiska fynd av tidiga bosättningar. Första gången Motala nämns i en medeltida handling är år 1288. Motala fick stadsprivilegier relativt sent (1881), men var en huvudort i Östergötland långt före det. Motala verkstad har kallats "den svenska verkstadsindustrins vagga".

## Arkeologiska fynd
Vid arkeologiska utgrävningar vid Motala ström i centrala Motala har bosättningar från äldre stenåldern, mesolitikum, påträffats i samband med anläggandet av nya järnvägsbroar över Motala ström och Göta kanal. De äldsta fynden har gjorts strax norr om Göta kanal på den så kallade Kanaljorden där det funnits en grund forntida sjö. Vid dess stränder har boplatslämningar från olika faser hittats. De yngre är ungefär 9 000 år gamla. Vid den tiden var Östersjön en insjö, den så kallade Ancylussjön, som täckte stora delar av östra Östergötland. En stor mängd kranier, ungefär 8 000 år gamla, har grävts fram på Kanaljorden. Några av dem var monterade på trästavar vilket väckte stor internationell uppmärksamhet. Dessa rituella lämningar hittades i en forntida sjö. De äldsta fynden, som är drygt 11 000 år gamla, härstammar från tiden strax efter att inlandsisen dragit sig tillbaka från Motalatrakten. Man har hittat 11 200 år gamla spår av slagen flinta (sydskandinavisk flita och kinnekulleflinta), kvarts och kvartsis i ett torvlager, vilket möjliggjort datering. De utgör det äldsta spåren efter bosättning i östra Mellansverige och hänförs till preboreal tid. Utgrävningarna på Kanaljorden, som utfördes av arkeologer från Stiftelsen Kulturmiljövård, pågick åren 2009-2013.
Söder om Motala ström genomförde Riksantikvarieämbetet UV Öst arkeologiska undersökningar åren 2000-2003 (vid Strandvägen) och 2009-2013. Åren 2008–2011 undersöktes området mellan Motala ström och Göta kanal (Verkstadsvägen) samt 2008–2010 Kanaljorden. Även området där den tidigare banvallen legat har undersökts. Ett mycket stort antal fynd har gjorts. De dateras till ca 6 000–4 000 år före Kristus. Bland dem märks 8 000 år gamla ljusterspetsar, vilket visar att man ägnat sig åt fiske i strömmen. Under sammanlagt sju fältsäsonger hittades mer än 300 hullingförsedda ljusterspetsar, vilket är mer än från någon annan plats i Europa.  Av fynden framgår också att man bedrivit jakt och haft ett specialiserat ben- och hornhantverk. Ett större boplatskomplex har funnits på båda sidorna om Motala ström. Man har också funnit spår efter en medeltida gård från 1200-1300-tal där det bedrivits ett omfattande flermetallsmide.

## Dna från jägare/samlare
Fynden från Motala kastar ljus över européernas ursprung. En stor internationell studie som omfattar genomet från sju ca 8 000 år gamla jägar/samlare från Motala, en ca 7 000 år gammal jordbrukare hittad i södra Tyskland och en ca 8 000 år gammal jägare/samlare funnen i Luxemburg visar att dagens européer härstammar från tre förhistoriska grupper. Förutom av de ursprungliga jägarna och samlarna utgörs de av jordbrukare från Mellanöstern som kom till Europa för ca 7 500 år sedan, samt överraskande nog en grupp från norra Eurasien som genetiskt kopplar samman européer och ursprungsbefolkningar i Amerika. Jämförelser gjordes med data från ca 2 400 nutida personer från hela världen. Av studien framgår att vissa av de undersökta jägar/samlarna troligen hade blåa ögon, som de från Motala, samt mörkare hud, medan de tidiga jordbrukarna hade ljusare hud och bruna ögon. Ljusare hud kan dock konstateras även hos jägar/samlarna ifrån Motala. Dagens nordeuropéer har en högre grad av släktskap med jägar/samlare och sydeuropéer har en högre grad av släktskap med de tidiga jordbrukarna.

## Äldsta medeltida handlingarna om Motala

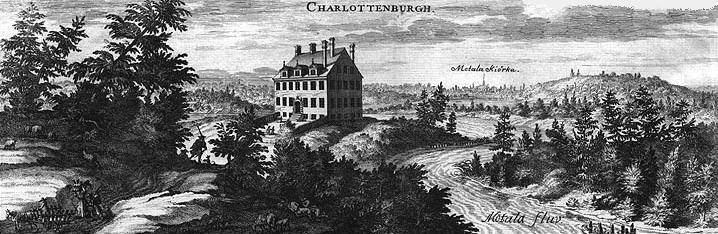
Charlottenborgs slott, Motala ström och Motala kyrka. Ur Suecia antiqua et hodierna.

På 1200-talet uppfördes en kyrka på norra sidan strömmen och delar av den byggnaden återfinns i dagens kyrka från 1774.
Första gången Motala nämns i en medeltida handling är år 1288, då kung Magnus Ladulås till riksrådet och lagmannen i Närke Knut Matsson (Lejonbjälke) förlänade bland annat en gård i Motala med tillhörande fiske. Åtta år senare, 31 december 1296, skänkte Ingeborg Ulfsdotter (Ulv), maka till Knut Matsson (död 1289), till sin andre make riksrådet och drotsen Abjörn Sixtensson (Sparre av Tofta), under förutsättning att hon dog före honom, den i Motalatrakten centralt belägna gården Hårstorp med alla tillägor inklusive kvarnar och fisken. Ingeborg Ulvsdotters far var Ulf Karlsson (Ulv), syssling till kung Magnus Ladulås. Hon ägde även bland annat gården Vinnerstad sydost om Motala, gården Husbyfjöl öster om sjön Boren, Klåstad (dagens Klosterstad) öster om Vadstena, Harnäs ("Haranes"), sedermera Bråborgs kungsgård, i Dagsbergs socken öster om Norrköping samt Göksholm i Närke. Gåvobrevet bekräftades 1297 av hennes släkting kung Birger Magnusson.

## Motalas tre medeltida byar
Under medeltiden och framåt fanns det tre byar i Motala. Söder om strömmen låg Motala Södra By. Vid strömmens norra strand fanns Motala Norra By och väster om denna Bispmotala, som bland annat rymde kyrkan. Både den norra och den södra byn innehöll ett antal kvarnar och fasta fisken, fiskeverk, förutom själva gårdarna. Huvudgården i Motala utgjordes dock av det nedströms belägna Hårstorp. Däremellan fanns kvarnbyn Holm. Ännu längre nedströms låg Vräknebo, senare omvandlat till Charlottenborgs säteri, och ännu längre ned på sträckan mellan sjöarna Vättern och Boren fanns sedan medeltiden kvarnbyn Duvedal på vars mark Motala Verkstad uppfördes under 1820-talet. Motala var en av de största kvarnplatserna i Östergötland.

## Från Sparre av Tofta till Bo Jonsson (Grip) och Vadstena kloster
Adelsätten Sparre av Tofta hade ett omfattande egendomsinnehav i Motala innan riksrådet och lagmannen i Östergötland Bo Jonsson (Grip) 1369 av lagmannen i Uppland Karl Ulfsson (Sparre av Tofta) bytte till sig alla dennes tomter i Motala samt Hårstorp, tre kvarnar i Motala ström, "torpet" Holm, Vara (senare under Bispmotala), ål- och laxfiske i Motala ström vid Vräknebo och torpet Staffanstorp. Karl Ulfsson var sonson till Ingeborg Ulfsdotter (Ulv) och Abjörn Sixtensson (Sparre av Tofta). Fadern Ulf Abjörnsson (Sparre av Tofta) var riksråd och lagman i Tiohärad.
År 1383 skedde nästa stora byte, nu mellan Bo Jonsson och Vadstena kloster. Bo Jonsson avhände sig nu bland annat Hårstorp med en kvarnström, Bergsätter, Duvedal, Bispmotala, Staffanstorp, två kvarnar i Motala Norra By, ett antal fisken samt ett 20-tal tomter i Motala. Bland de senares innehavare märks Inge svärdslipare, Jakob smed och Vaste skomakare.
Enligt Vadstena klosters jordebok år 1500 ägde klostret tio gårdar i Motala by, gården Hårstorp, en gård i Duvedal, två gårdar i Bispmotala, en i Vara, Bondebacka, Bergsätter med flera, samt ett antal kvarnar i Motala ström, bland annat i Holm och tre kvarnar vid Långspången. Efter reformationen övergick detta i kronans ägo.

## Långspången, storbron (1783) och Motalabron (2013)
Långspången, Langa spang, och fiskeverket Långverkan, Langa werkan omnämns redan 1383. Enligt 1725 års karta fanns Långspången mellan Långspångskvarn i Motala Södra By och Sågarehems kvarn i norra byn (även kallad Aspegårdens kvarn, som hörde till Aspegården som dock låg i södra byn). Långspången fanns nedströms stenbron med nio valv, Motala Storbro, från 1783. Innan storbron uppfördes fanns sedan länge en träbro på samma plats. Sedan hösten 2013 passerar genomfartstrafiken över Motalabron som går över Motalavikens smalaste passage, Skepparpinan.

## Motala – en medeltida centralort
Även om Motala fick stadsprivilegier sent (1881) kan orten betecknas som en tidig medeltida centralort i västra Östergötland. Redan namnet vittnar om  ortens kommunikationsmässigt centrala läge, en plats där vägar möts (Mot i Motala) och där befolkningen samlas för olika aktiviteter (om ortnamnet Motala, se nedan). Till det geografiskt strategiska läget bidrog i hög grad ortens placering vid Vätterns utflöde i Motala ström och det rikhaltiga fisket i detta vattendrag. Det strömmande vattnet kom också att fungera som kraftkälla för ett stort antal kvarnar, smedjor och andra anläggningar. Mitt i strömmen fanns huvudgården Hårstorp, som var ett av flera fästen i västra Östergötland för en av rikets ledande frälseätter. Vättern och Motala ström erbjöd möjligheter att sjövägen nå Västergötland, Småland och Närke samt centrala Östergötland. 
I likhet med Norrköping, där också kvarndriften och fisket i Motala ström var omfattande, omgavs Motala av bergslagsbygd i norr och jordbruksbygd i söder, ett möte mellan skog och slätt. Bland fornlämningarna märks en försvunnen domarring där de äldre vägarna från Skänninge och Vadstena möttes. Senast under 1370-talet blev Motala tingsplats för Aska härad. År 1370 var Sjökumla, strax söder om Motala, tingsställe.   

## Lax- och ålfisket i Motala ström
I de många fasta fiskena, fiskeverken, i Motala ström mellan Vättern och Boren fångades lax. Till skillnad från i andra delar av Sverige fångades laxen inte när den gick upp från havet utan istället när den i Vättern sedan lång tid tillbaka stationära laxen gick ned i strömmen för att leka längs de grus- och stenbankar som fanns innan strömmen dämdes upp inför bygget av Motala Kraftverk. I Motalas fiskeverken fångades laxen således när den gick med strömmen och inte när den gick emot vattenströmmarna. Användningen av fasta fisken var arbetsbesparande och antagligen sköttes de av kvarnarnas arbetare.
Före uppdämningen och skapandet av Hårstorpsjön fanns 15 fasta laxfisken i Motala, varav tre vid Motala Kungsfiske, två vid Nykvarn, tre vid Falks knipphammarsmedja, ett vid Spolegården, två vid Hällegården, två vid Katrinefors och två vid Holms bruk. Förr i tiden var det också vanligt med notfiske. Egenartat för Motala ström var det så kallade spång- och håvfisket, som blev vanligt sedan ljusterfisket 1866 förbjudits. Syftet var att skydda laxen eftersom fiske med ljuster var mycket effektivt. Vid de arkeologiska utgrävningarna i Motala har åtskilliga ljusterspetsar hittats, troligen den största ansamlingen på en och samma plats i Norden. Ålen fångades både i det fasta laxfisket och i ålvirklar mitt i strömmen, bland annat nedanför den av kronan ägda Herrekvarn.
Carl von Linné beskriver i sin skånska resa lax- och ålfisket då han passerade Motala 1749. För laxfisket fanns "ett upptimrat hus i starkaste forsen, uti vilket tvenne fyrkantiga rum voro öppna på golvet eller bottnen, och då laxen här tog sin vila, innestängdes han med järngallror, som hastigt nedsläpptes, och laxen upptogs med håv."

## Motala kungsgård
Vid Motala Södra By beslutade sig Gustav Vasa 1552 att inrätta Motala kungsgård som perioden 1555–1567 inrymde kungens fogde med ryttare, skyttar och "talrikt husfolk". Vid årsskiftet 1567/1568 brändes kungshuset och mycket av den närliggande bebyggelsen ned av danskarna. Perioden 1560–1595 hörde Motala till hertig Magnus hertigdöme och 1606–1618 till hertig Johans hertigdöme. Omkring 1610 uppförde hertig Johan ett nytt Motala hus (på 1637 års karta kallat kungshuset) men utan fogde. Det användes mest som jaktslott. Senare omvandlades det till Motala gästgivaregård. Flera gårdar i och omkring Motala förlänades till adelsmän. Ett exempel är att hertig Johan till Mårten Hemmingsson Lindeberg förlänade Lindenäs och Bispmotala kungsladugård. Reduktionen mot 1600-talets slut medförde att alla gårdarna i Motala by drogs in till kronan. Under 1700-talet och 1800-talet uppmuntrades arrendatorerna av staten att skatteköpa gårdarna, vilket också skedde i stor omfattning.

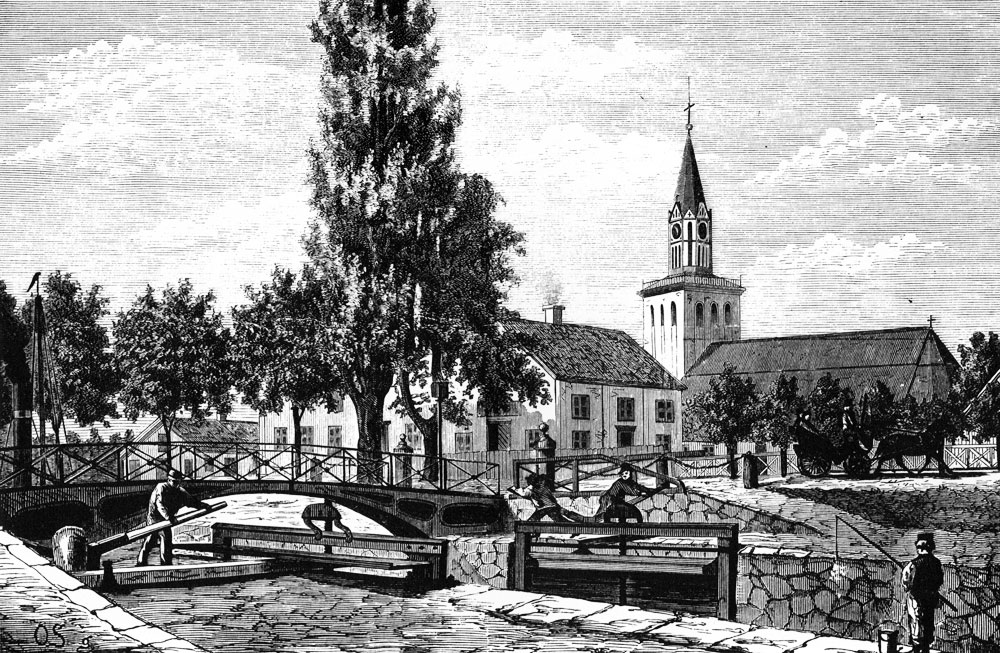
Göta Kanals inlopp till Vättern. Teckning i Ny Illustrerad Tidning 1872.

## Motala Gästgivaregård, Gästisparken och tingshuset
Motala Gästgivaregård med anor sedan 1600-talet drevs som gästgiveri fram till 1911. Efter att ha använts för hantverksmässor under 1930-talet och som militärförläggning under andra världskriget revs gästgivaregården 1964 i samband med att riksväg 50 fick en ny sträckning. Vid den undersökning som gjordes under 1920-talet fanns på platsen, förutom den 1822 på grunden av det gamla Motala Hus uppförda gästgiveribyggnaden, ytterligare sju byggnader och en välplanerad park, Gästisparken. I söder fanns ett före detta tingshus, uppfört 1853, som ersatt ett tingshus från 1750-talet. Det senare hade föregåtts av den äldre gästgivaregården som också hade fungerat som tingslokal. Från 1860-talet kallades gästgivaregården för Hotell Prins Carl och parken Strömparterren. Inom Gästisområdet har flera gamla vägar gått samman, bland annat rester av hålvägar söder om området. År 1910 flyttades tinget från Gästisområdet till det nya tingshuset vid Järnvägsparken.

## Baltzar von Platen om Göta kanal, Motala Verkstad och staden Motala
Då Göta kanal byggdes 1810–1832 växte en mängd små samhällen upp längs kanalen. 1822 anlade Baltzar von Platen en mekanisk verkstad i Motala, AB Motala Verkstad, där så småningom en bruksort gradvis växte fram. 1823 blev Motala friköping, också det på förslag av von Platen. Verkstaden växte snabbt och på 1830-talet bodde det fler än 500 människor i området närmast verkstaden, men bara 75 i själva köpingen. 1863 blev Motala köpingskommun och år 1881 fick man stadsrättigheter. Därmed hade von Platens idé om att anlägga en stad på denna plats förverkligats. Fortfarande skedde dock den mesta expansionen i området runt verkstaden. 1948 slogs "verkstadsstaden" Motala Verkstad samman med staden Motala. 

## Motala – Göta kanals centralort

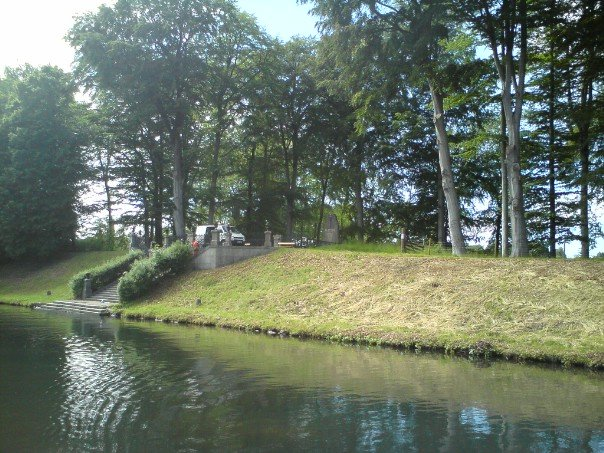
Baltzar von Platens familjegrav, 2009

Göta kanal mellan sjöarna Vättern och Boren minner om Motalas centrala placering längs kanalen. Vid Motala hamn ligger Göta kanalbolags huvudkontor. Gångstigen längs kanalen mot Boren passerar den monumentalt utformade Platens Grav innan den når Motala Verkstad, som anlades 1822 för att montera ett engelskt mudderverk  för kanalen och reparera kanalbolagets ångmaskin. I verkstaden tillverkades slussportar och broar för kanalens östgötalinje. Senare följde en omfattande produktion av ångfartyg mm. Vid Motala Verkstad, som gett Motala epitetet den "svenska verkstadsindustrins vagga" finns bland annat en torrdocka med en redan från början avancerad påfyllnings- och avtappningsfunktion. Den gamla dragvägen, som användes för att dra icke motordrivna fartyg, fortsätter mot Borenshults slussar som uppfördes 1823-1825 där kanalen mynnar ut i Boren. Med sina fem slussar är det Göta kanals brantaste och näst största slusstrappa. De döptes till Minnets fem slussar. Det var i Motala som de första spadtagen för Göta kanal togs. Det skedde under högtidliga former 24 maj 1810.

## Allmänna kommunikationer
Sedan Göta Kanal tagits i bruk blev nästa steg i utbyggnaden av ortens kommunikationer invigningen 1873 av Hallsberg–Motala–Mjölby Järnväg mellan Mjölby–Hallsberg. Motala  C och Motala Verkstads station var ortens båda järnvägsstationer längs banan. Motala anknöts till Mellersta Östergötlands Järnvägar när den smalspåriga banan Motala–Fornåsa stod klar 1915. Förutom Motala C fanns Holmsbruks station vid denna järnvägslinje mot Linköping. 
1927 togs Motala rundradiostation (även kallad Motala långvåg) i bruk för att det år 1925 grundade företaget Radiotjänst skulle få bättre täckning för rundradiosändningarna. Motala blev huvudstation för svensk rundradio. För att markera Motalas centrala roll för radiosändningarna användes anropet Stockholm–Motala.

## Motalas industrihistoria

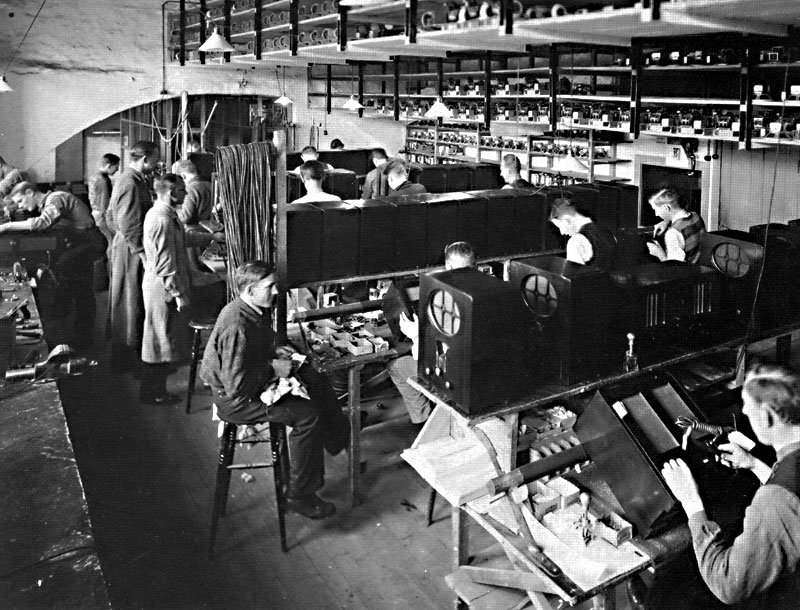
Interiör från industriföretaget Luxor i dess lokaler på Strandvägen i Motala år 1934. Ett klassiskt Motalaföretag som under storhetstiden tillverkade TV- och radioapparater samt grammofoner.

Motala Verkstad har kallats "den svenska verkstadsindustrins vagga". Efterhand tillkom flera stora industrier, som i flera fall lagts ned eller lämnat staden. Dit hör spis- och kylskåpstillverkaren AB Electrolux som i Motala hade en av sina större anläggningar i Norden. Företaget hette till en början AB Arctic och startade 1925 sin utvecklings- och experimentverksamhet nära Holms bruks station i Motala. Det gällde Carl Munters och Baltzar von Platens uppfinning absorptionskylskåpet. Massproduktionen startade i Motala strax efter 1930. År 1936 togs en ny stor fabrik i bruk och 1967 en fabrik för både spis- och kylskåpsproduktion som tillbyggdes 1972. Även produktion av disk- och tvättmaskiner samt köksfläktar togs upp i Motala. AB Dometic med tillverkning av absorptionskylskåp avknoppades från Electrolux, men lade ned i Motala och flyttade tillverkningen till USA. Som mest hade Dometic 800 anställda i Motala. De sista 240 anställda vid Electrolux i Motala blev utan arbete när spistillverkningen 2011 flyttades till Polen.  
Ett annat av Motalas klassiska storföretag är AB Luxor, grundat 1923 av Axel Holstensson. Efter successiva utbyggnader utgjordes golvytan 1973 av 75 000 kvadratmeter. Luxor tillverkade radio- och TV-apparater, grammofoner och 1978–1986 persondatorerna ABC 80, ABC 800 och ABC 1600 som under en tid svarade för 60 procent av den svenska persondatormarknaden. Luxor, som länge var ett familjeföretag, övertogs efter en kris av staten och delades upp på Luxor Konsumentelektronik AB, Luxor Electronics AB och Luxor Datorer AB. Senare tillkom Luxor Satellite AB för produktion av satellitmottagare. Finska Nokia blev huvudägare 1984, varefter tillverkningen av datorer och TV-apparater avvecklades i Motala 1986 respektive 1992. Tillverkningen av satellitmottagare såldes 1998 till amerikanska Space Craft Inc. som 2002 överförde produktionen till lågkostnadsländer. Tillverkningen av bilhögtalare och audioförstärkare sålde Nokia 1997 till Harman International Industries. Autoliv AB köpte 1998 Luxor Electronics med tillverkning av olika typer av elektronikprodukter för fordonsindustrin. Autoliv avser att mot slutet av 2015 koncentrera sin svenska produktion till Vårgårda. 
År 1922 flyttade den av Helmer Lindqvist grundade Borensbergs Mekaniska Verkstad till Holms bruk i Motala. Företaget som 1939 bytte namn till Verkstadsaktiebolaget Lindqvist, var först i Sverige med att tillverka stålrörsmöbler. Samma år flyttade man till väsentligt utökade lokaler i Albertsstrand vid Södra Allén i Motala. År 1967 var antalet anställda uppe i 600. Samma år köpte Rosengrens i Göteborg företaget som nu kallades Rosengrens i Motala och 1972 kom en ny fusion då Rosengrens och NK:s tillverkningar av kontorsutrustning slogs samman till N K R Miljö AB.  
"Motalakungen" John Andersson startade omkring 1890 Chokladfabriks Aktiebolaget Motala, som senare flyttades till Ljungs Råby och 1901 vidare till Malfors i Ljungsbro sedan konkurrenten Cloetta i Malmö övertagit aktiemajoriteten. År 1917 skedde ett namnbyte till Svenska Chokladfabriks Aktiebolaget (Cloetta).           
År 1941 flyttades Centrala torpedverkstaden (CTV) i Karlskrona till Motala. Senare övertogs verksamheten av Saab. År 2010 beslöts att Saab Underwater Systems skulle överföras till Linköping, men service och provskjutning finns fortfarande kvar i Motala.
Av en sammanställning 1973 framgår det då betydande antalet industrianställda i Motala. Av de fem största industriföretagen i Motala hade AB Electrolux 2 400 anställda, Luxor Industri AB 2 265, AB Motala Verkstad 1 272, Torpedverkstaden 350 och N K R Miljö AB 237 anställda.
I Motala har även funnits textilindustri. Till f d Motala Pappersbruks lokaler söder om Motala ström mitt emot Motala Verkstad flyttade Fredrik Asp 1887 sitt väveri från Norrköping. Sedan Gösta Engel köpt företaget 1939 ändrades namnet från AB Fredrik Asp till Engelfabrikerna. År 1950 hade företaget mer än 500 anställda. Ylleproduktionen lades ned 1960 men tillverkningen av sängkläder fortsatte. I Motala fanns även ett par trikåfabriker, Motala Trikåfabrik (ca 40 anställda 1973) och Borens Trikåfabrik (ca 140 anställda 1973).

## Administrativa tillhörigheter
Motala bestod länge av tre byar i närheten av Motala ström och Vättern (se ovan). I samband med tillkomsten av Göta kanal och Motala verkstad anhöll Baltzar von Platen 1821 om att en stad skulle anläggas längs Varvikens (idag Motalaviken) norra strand. En solfjäderformad stadsplan utarbetades. Enligt kungligt tillstånd av 21 mars 1823 fick orten rättigheter som friköping. Orten Motala och Motala Verkstads-området skulle dock komma att vara administrativt åtskilda ända fram till 1948.
Vid kommunreformen 1862 bildades köpingskommunen Motala köping som 1 april 1881 ombildades till Motala stad. År 1880 (efter beslut 1878) hade området mellan järnvägsstationen och Drottninggatan, Östermalm, inkorporerats i köpingen, men både järnvägsstationen och hamnen låg liksom kyrkogården och prästgården fortfarande utanför köpingen. Även kvarteren mellan Sjögatan och Vätterns strand, bland annat nuvarande stadsparken som ännu var betesmark, införlivades vid denna tidpunkt i köpingen. År 1892 skedde en mindre inkorporering.
Stadskommunen utökades 1917 och 1948 med resterande delar av Motala socken/landskommun och 1948 även Vinnerstads socken/landskommun. Inkorporeringen 1917 innefattade ett område åt väster och norr, bland annat Bispmotala, Bondebacka, Brunnsvik och Samuelsberg, åt nordost längs Östermalmsgatan nästan ända fram till nuvarande sporthallen och i söder Gästisområdet och området mellan Vättern och Vadstenavägen. Landskommunen önskade gå samman med staden som avböjde eftersom landskommunens befolkning skulle komma att utgöra majoriteten efter en sammanslagning. Ett annat motiv var att undvika skattehöjningar. Därför blev det endast ett begränsat område som 1917 tillfördes köpingen. Under 1930-talet hotade landskommunen att bilda en egen köping om stadens styrande inte gick med på en sammanslagning.
1971 uppgick stadskommunen i Motala kommun med Motala som centralort. Ortens bebyggelse har längs Vätterns södra strand också kommit att expandera in i Västra Stenby socken.
Fram till 1948 var Motala tätort uppdelad på tre kommuner: Motala stad, Motala landskommun och Vinnerstads landskommun. De tätbebyggda områdena i Motala landskommun bestod norr om Motala ström av:
- Motala Verkstad (inklusive Bergsäter, Duvedal, Hårstorp och Göta kanal-området; cirka 3 800 invånare 1 januari 1936)
- Västra Lund vid sjön Boren

Söder om strömmen utgjordes Motala landskommuns tätortsbebyggelse av:
- Holms samhälle (med bland annat Electrolux kylskåpsfabrik; ca 720 invånare 1 januari 1936
- Brinken (med bland annat Motala epidemisjukhus; ca 1 475 invånare 1 januari 1936).[42] Brinken var delvis sammanbyggd med Motala stad och Holms samhälle.

Den tätbebyggda delen av Vinnerstads landskommun bestod av Charlottenborg (med bland annat Asps klädesfabrik) inklusive Strandkullens villastad med sammanlagt ca 600 invånare 1 januari 1936.
Före 1917 var stadens yta högst begränsad. År 1892 var Motala Sveriges till ytvidden minsta stad - cirka en halv kvadratkilometer. Stadens yta var före utvidgningen 1917 endast 55 hektar. Efter inkorporeringen av vissa delar av Motala landskommun 1917 mer än tiofaldigades ytan. Den 1 januari 1918 omfattade staden 796 hektar (varav 791 land).
I kyrkligt hänseende har Motala alltid hört till Motala församling med delar i Vinnerstads församling, som 1969 uppgick i Motala församling. Före 2006 låg även delar i Västra Stenby församling som då uppgick i Aska församling.
År 1370 var Sjökumla tingsplats för Aska härad. Efter några år flyttades tinget till Motala. Det skedde senast 1374 eftersom Motala 3 januari detta år uppges som tingsplats. Sedan den 1607-1611 uppförda kungsgården Motala hus i Motala, där häradstinget hållits sedan 1610, förfallit flyttades tinget omkring 1645 åter till Sjökumla som fungerade som tingsplats innan häradsrätten 1673 flyttade tillbaka till de renoverade domstolslokalerna i Motala hus. Orten ingick till 1881 i Aska tingslag därefter till 1971 i domkretsen för Motala rådhusrätt. Från 1971 till 2002 ingick Motala i Motala domsaga och orten ingår sedan 2002 i Linköpings domsaga.